# Innocenti Lambretta

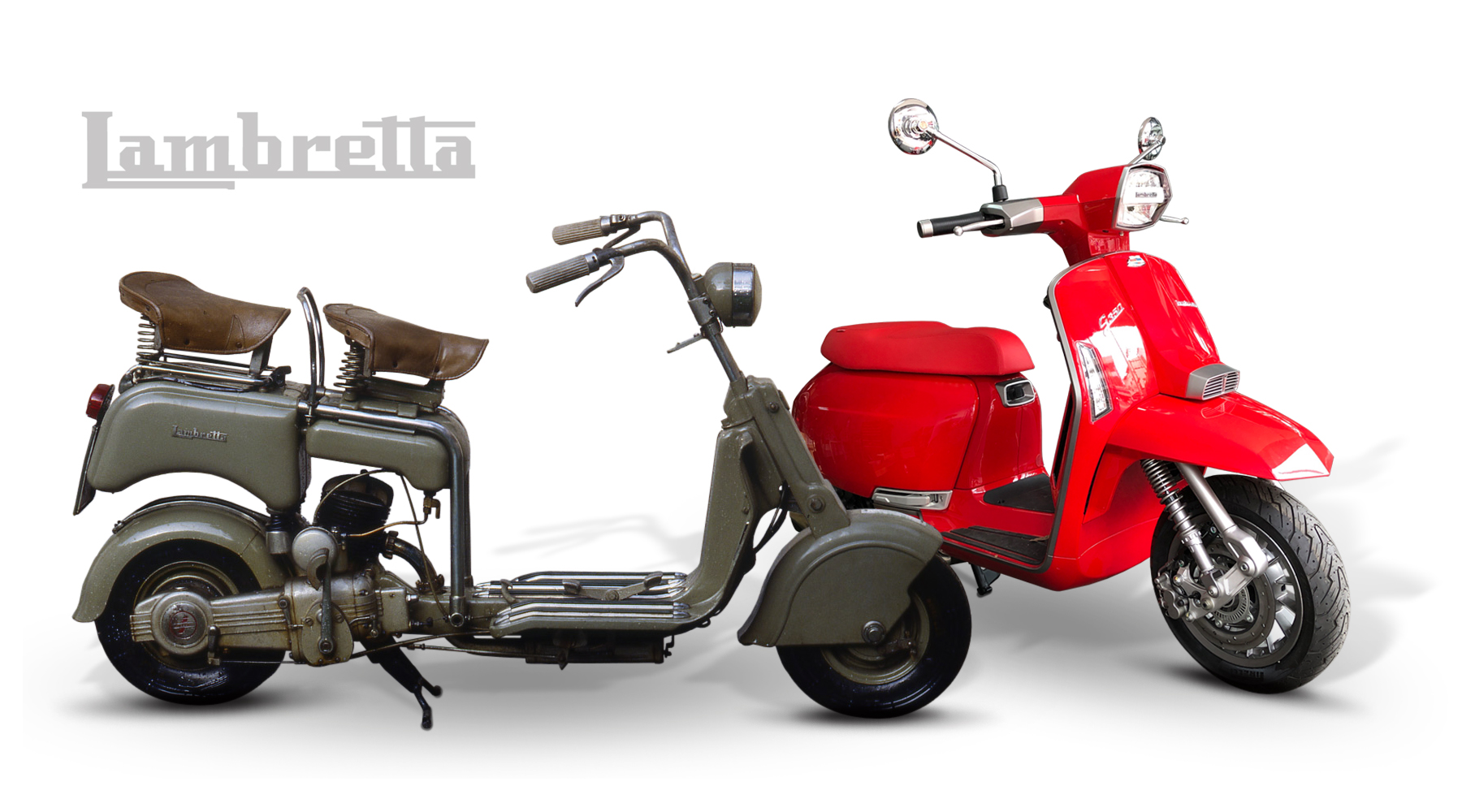
Eine Lambretta "Modell A 125", Baujahr 1948 und eine Lambretta "G 350" von 2022

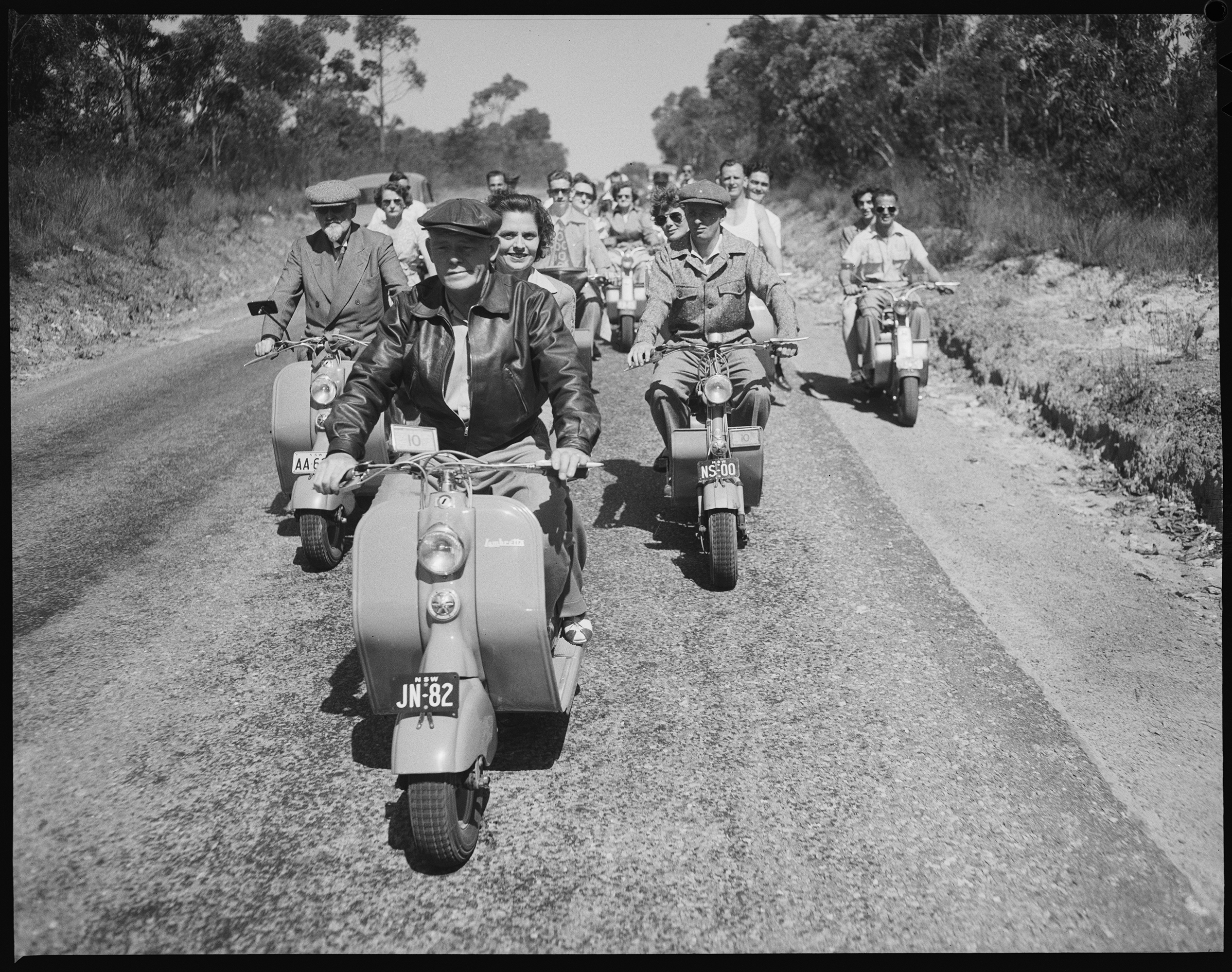
Verschiedene Lambretta-Modelle bei der Ausfahrt eines australischen Scooter-Clubs. Sydney, 1951

Die Lambretta ist ein Motorroller, der von 1947 bis 1972 von dem italienischen Fahrzeughersteller Innocenti in Mailand produziert wurde. Am Stammsitz wurden über vier Millionen Einheiten gefertigt. Berücksichtigt man die Lizenzproduktionen in verschiedenen Ländern Europas, Südamerikas und in Indien, gehört die Lambretta zu den meistgebauten Zweirädern der Welt. Der Name „Lambretta“ leitet sich vom Fluss Lambro ab, der durch die Gegend (den Stadtteil Lambrate) fließt, in der sich die Produktionsanlagen befanden.
Die Produktion in Italien lief bis 1972, danach sicherte sich der indische Hersteller SIL (Scooters of India Limited) mit Sitz in Lucknow/Uttar Pradesh die Markenrechte und produzierte die Lambretta-Roller bis 1997. Danach konzentrierte sich SIL auf andere Produkte wie Last-Dreiräder und Motor-Rikschas, die mit von Innocenti-Lambretta abgeleiteten Motoren angetrieben werden.
In den folgenden Jahren kam es zu mancherlei Rechtsstreitigkeiten verschiedener Parteien um die Nutzung des Markennamens auf internationaler Ebene mit gegenseitigen Vorwürfen der illegalen Verwendung.
Seit 2017 existiert ein in Lugano ansässiges Unternehmen mit dem Namen Innocenti S.A. Lambretta und produziert in Zusammenarbeit mit der österreichischen Industriegruppe KSR Group Mopeds und Scooter unter Verwendung des Namens und ursprünglichen Logos von Lambretta. Ende 2023 wurde die Zusammenarbeit mit KSR beendet. Seit 2024 übernimmt der Importeur Moteo Two Wheels Europe NV den Vertrieb. Über einzelne Landesniederlassungen (in Deutschland: Moteo Deutschland GmbH) wurde die bestehende Produktpalette der V-Serie (V50, V125 und V200) um die beiden Modellreihen der X-Serie (X125 und X300) und G-Serie (G350) erweitert.

## Geschichte

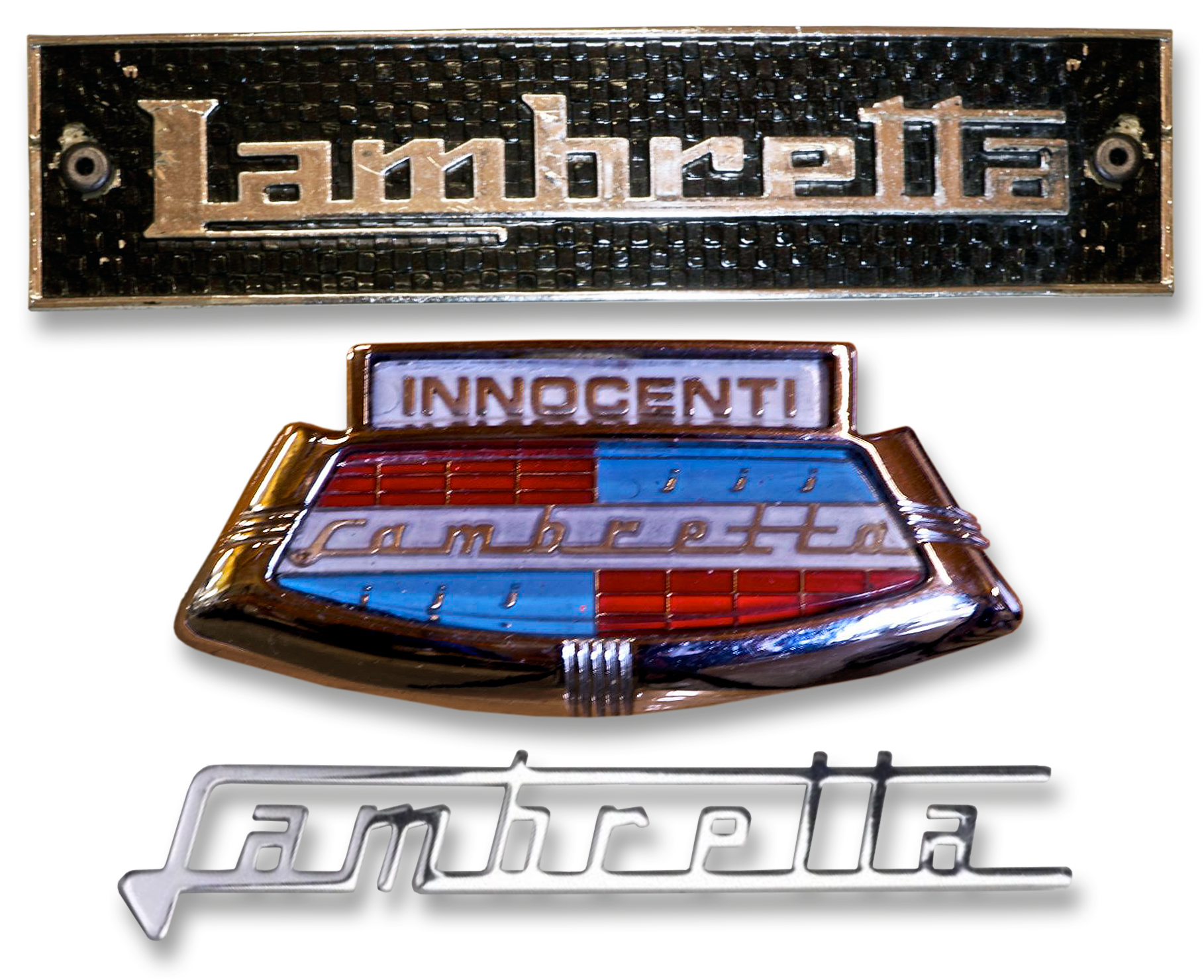
Embleme von Lambretta-Motorrollern aus verschiedenen Epochen

### Das Unternehmen
Ursprünglich stellte Innocenti Stahlrohre her. Hinzu kamen während des Zweiten Weltkriegs unter anderem Munitionshülsen und Fahrzeugteile in BMW-Lizenz. 1945 erhielt der Ingenieur Pierluigi Torre den Auftrag, einen Motorroller zu entwerfen. Das Ergebnis, die Lambretta Modell A 125, war ein preisgünstiger Motorroller mit gekapselter Triebsatzschwinge und Stahlrohrrahmen. Das Blechkleid bestand zunächst nur aus einem Spritzschutz vor den Füßen des Fahrers.
Der Erfolg der Lambretta stellte sich bald ein, und schon früh vergab Innocenti weltweit Lizenzen, so z. B. in Deutschland an NSU, Fenwick in Frankreich, Serveta in Spanien, Pasco in Brasilien, Auteco in Kolumbien, Siambretta in Argentinien und API in Indien. Die Lambretta-Modelle zeichneten sich durch technische Qualität und Innovationen aus. So gehörten Fahrzeuge aus dem Hause Innocenti zu den ersten mit elektronischer Zündung oder mit Scheibenbremse. Die Ausstattung der zweitaktbetriebenen Roller reichte vom 125-cm³-Motor mit 4,3 PS der ersten Modelle bis zum 200-cm³-Motor mit 12 PS am Ende der Entwicklung 1971.
Die Krise im Zweiradgeschäft am Ende der sechziger Jahre ging auch an Innocenti nicht spurlos vorbei. 1971 wurde die Produktion eingestellt. 1972 kaufte Scooter India Ltd. (S.I.L.) alle Fertigungsmaschinen und stellte nach Muster der DL noch bis Ende der 1990er Jahre Lambrettas her. Ersatzteile, Motorrikschas und Lastendreiräder werden bis heute bei S.I.L. produziert. Serveta in Spanien baute ebenfalls auf Basis der 3. Serie LI/SX Motorroller unter dem Namen Lince/Lynx, Serie 80 und Jet 200, bis Mitte der 1980er Jahre. Dabei wurden zum Teil technische Innovationen wie größere Scheinwerfer, Stoßdämpfer an der Gabel und Teile aus glasfaserverstärktem Kunststoff eingeführt.
Heute erfreut sich die Lambretta bei Oldtimerfreunden steigender Beliebtheit als Fahrzeugklassiker mit hohem Kultwert. Aber auch die Rollerszene schätzt die Roller von Innocenti und nutzt sie als Basis für vielfältige Umbauten und Tuningmaßnahmen, auch heute noch werden immer neue Tuningteile entwickelt, um den betagten Motoren mehr Leistung zu entlocken oder sie technisch zu verbessern.
2017 belebte die österreichische KSR Group aus Gedersdorf den historischen Markennamen Lambretta in Zusammenarbeit mit einer in Lugano, Schweiz, neugegründeten Innocenti S.A. neu. Dazu wurde die Lambretta GmbH mit Sitz in Theiß in Österreich gegründet, die Produktion wurde bei Sanyang in Taiwan in Auftrag gegeben, ausgeliefert wurde ab März 2018. Im Herbst 2023 verkaufte die KSR Group GmbH im Rahmen eines Sanierungsverfahrens die restlichen 10 % Anteile an der Lambretta GmbH.
2024 übernahm der Importeur Moteo Deutschland GmbH den Vertrieb in Deutschland mit zwei neuen Modellen; die X-Serie und die G-Special.

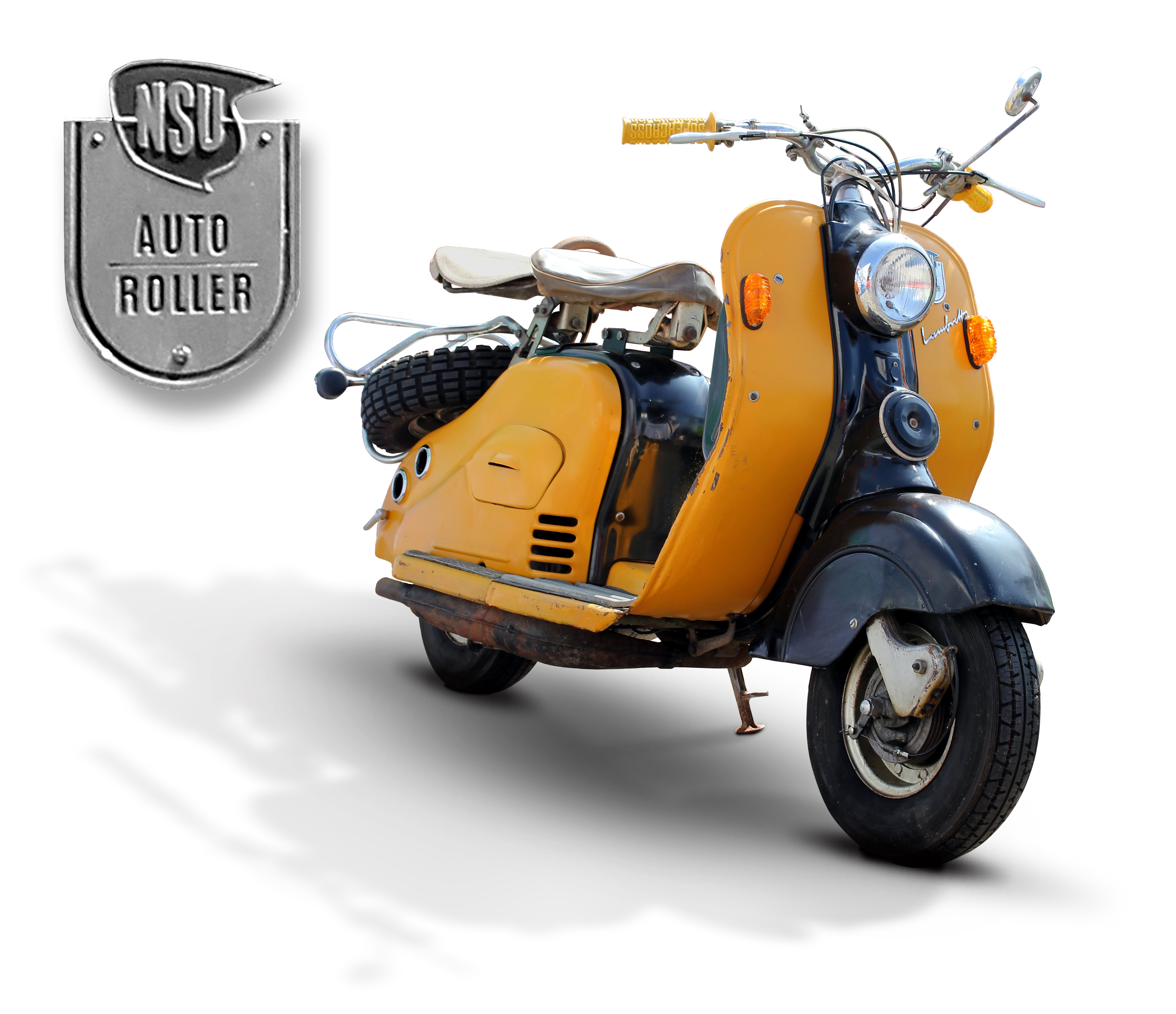
Die deutsche Lizenz-Version NSU Lambretta, Baujahr 1955 (sogenannter „Scheunenfund“, Lackierung und Blinker nicht original)

### Lambretta in Deutschland
Die NSU Motorenwerke bauten die Lambretta ab 1950 in Lizenz von Innocenti. Unter der Bezeichnung NSU Lambretta war sie eins der ersten Modelle des Anfang der 1950er-Jahre in Deutschland beginnenden Motorrollerbooms. Vorgestellt wurde sie, in der Werbung auch „NSU-Autoroller“ genannt, auf der Frankfurter Frühjahrsmesse desselben Jahres. Der Lizenzvertrag, der NSU den Export der Roller untersagte, endete 1956; bis dahin waren 117.043 NSU-Lambrettas gebaut worden. Nachfolgerin wurde die anfangs äußerlich und technisch sehr ähnliche NSU Prima.

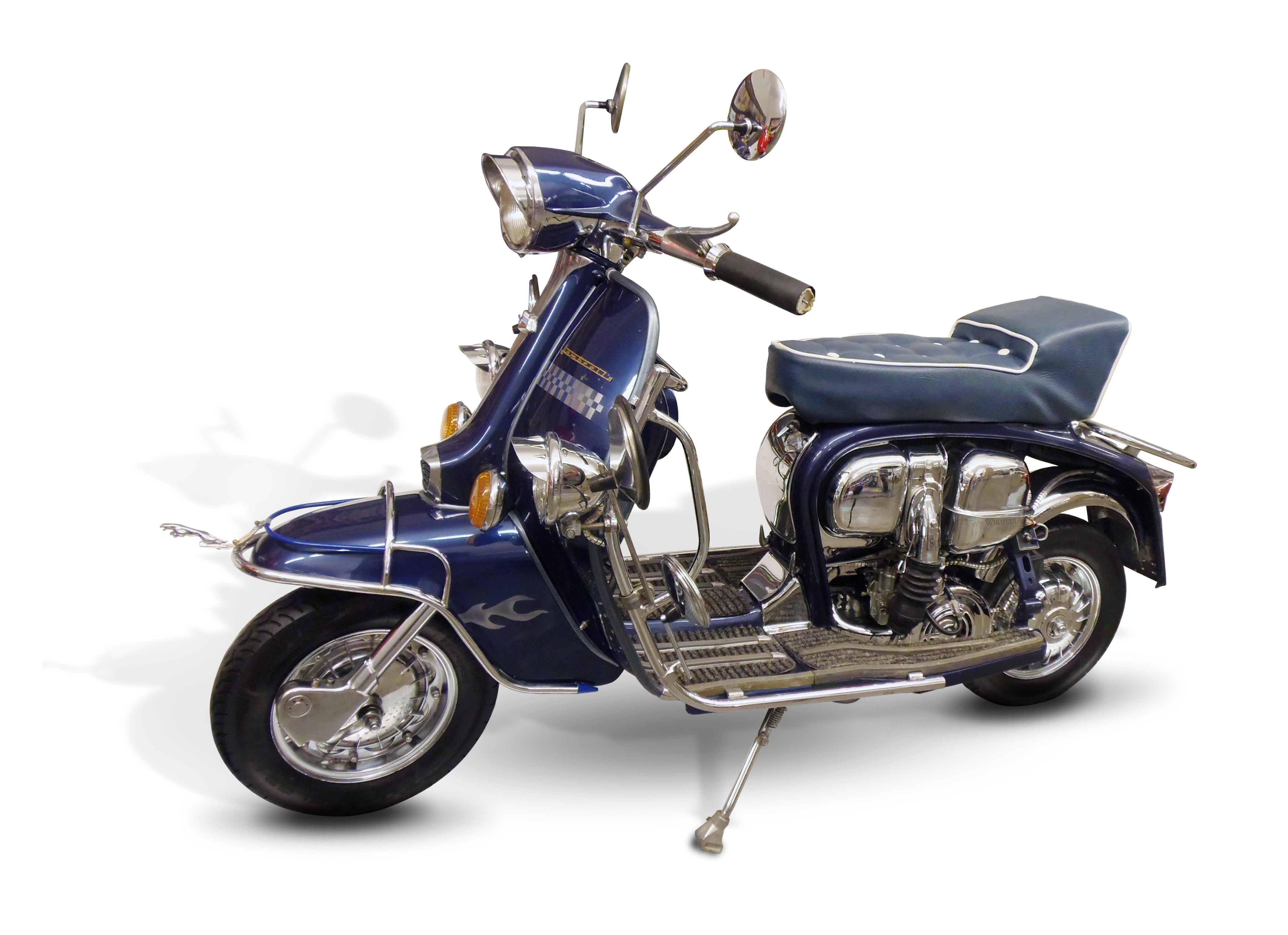
Mod-Style-Cutdown-Lambretta (1974)

### Lambretta in der Mod-Szene
In der vor allem in England stark ausgeprägten Mod-Subkultur der frühen 1960er Jahre waren die Lamretta-Modelle weit verbreitet. Die Scooter wurden als Statussymbole gepflegt, instand gehalten und um Teile (meist zusätzliche Rückspiegel, Scheinwerfer und Gepäckträger) erweitert oder durch „Customizing“ aufwendig umgebaut. Sehr beliebt war das sogenannte Cutdown, bei dem Teile der Karosserie entfernt oder weggeschnitten wurden. Diese Cutdowns erlebten während des Mod-Revivals der 1970er und 1980er Jahre bei Skinheads und Scooterboys ein Comeback. Während die stilbesessene britische Mod-Jugend der 1960er Jahre das glamouröse, großstädtische Image ihrer Motorroller schätzte, betrachteten viele Skinheads und Scooterboys ihre Motorräder lediglich als Fortbewegungsmittel.

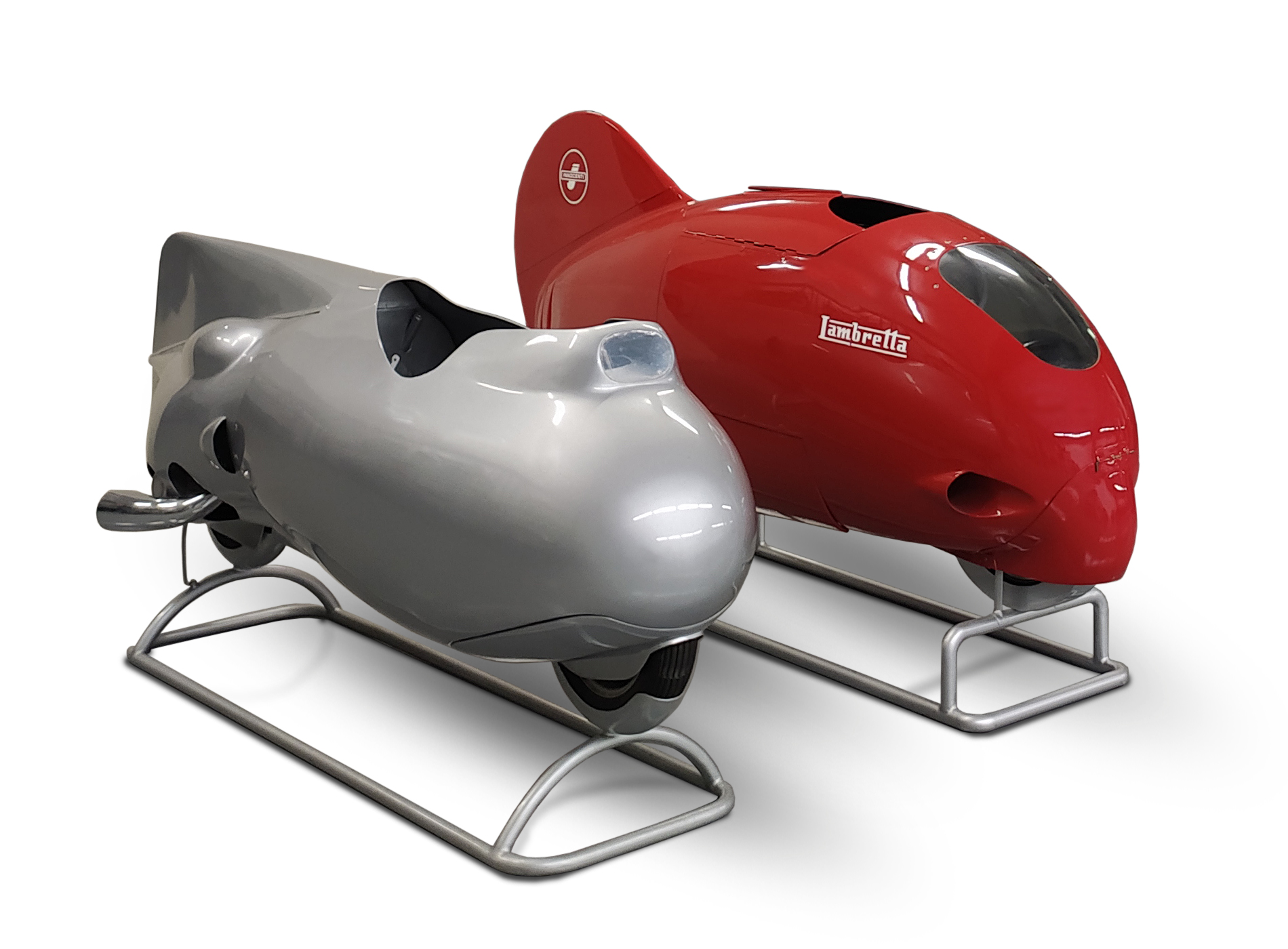
Rechts: Lambretta mit Stromlinienverkleidung, das Weltrekordfahrzeug von 1951

### Lambretta im Motorsport

#### Rundstrecke
In den 1950er und 1960er Jahren waren vor allem in Italien Rennen mit dem „Motorino Competizione“ sehr beliebt. Die Rennen lebten von der Rivalität zwischen Vespa und Lambretta und wurden nicht nur im Amateurbereich ausgetragen, sondern es etablierte sich eine professionelle Liga, in der Fahrer wie Umberto Masetti, zweifacher Weltmeister der 500er-Klasse, und Massimo Masserini für Lambretta an den Start gingen. Auch MV Agusta „verpflanzte“ seinen Motor aus der MV 125 Monoalbero in ein Roller-Fahrgestell, um mit Carlo Ubbiali an den Wettkämpfen teilzunehmen.
2010 trat ein Team unter dem Namen Lambretta Reparto Corse (auf Deutsch: „Lambretta-Rennabteilung“) aus Bologna mit zwei Maschinen in der 125-cm³-Klasse der Motorrad-Weltmeisterschaft an. Pilotiert wurden die Motorräder von dem Spanier Luis Salom und dem Italiener Marco Ravaioli. Das Team erzielte in der Konstrukteurswertung einen Punkt.

#### Weltrekord
Am 8. August 1951 stellte der italienische Motorradrennfahrer Romolo Ferri auf einem Abschnitt der A 9 zwischen München und Ingolstadt auf einer Lambretta mit knapp über 201 km/h einen neuen Geschwindigkeitsrekord in der Kategorie „125-cm³-Motorroller“ auf. Aufgrund der guten Beziehungen zu NSU in Deutschland wurde die Autobahn für einige Stunden gesperrt und die unter höchster Geheimhaltung herbeigeschaffte Lambretta auf die Straße gelassen. Unter nicht ganz optimalen Wetterbedingungen gelang es Ferri, die 200-km/h-Marke zu durchbrechen und mehrere neue Weltrekorde aufzustellen. Der mit der von Ingenieur Pierluigi Torre entwickelten Lambretta aufgestellte Rekord wurde erst viele Jahre später gebrochen. Noch heute (Stand 2025) nimmt die Lambretta einen achtungsvollen zweiten Platz in der Rangliste ein.

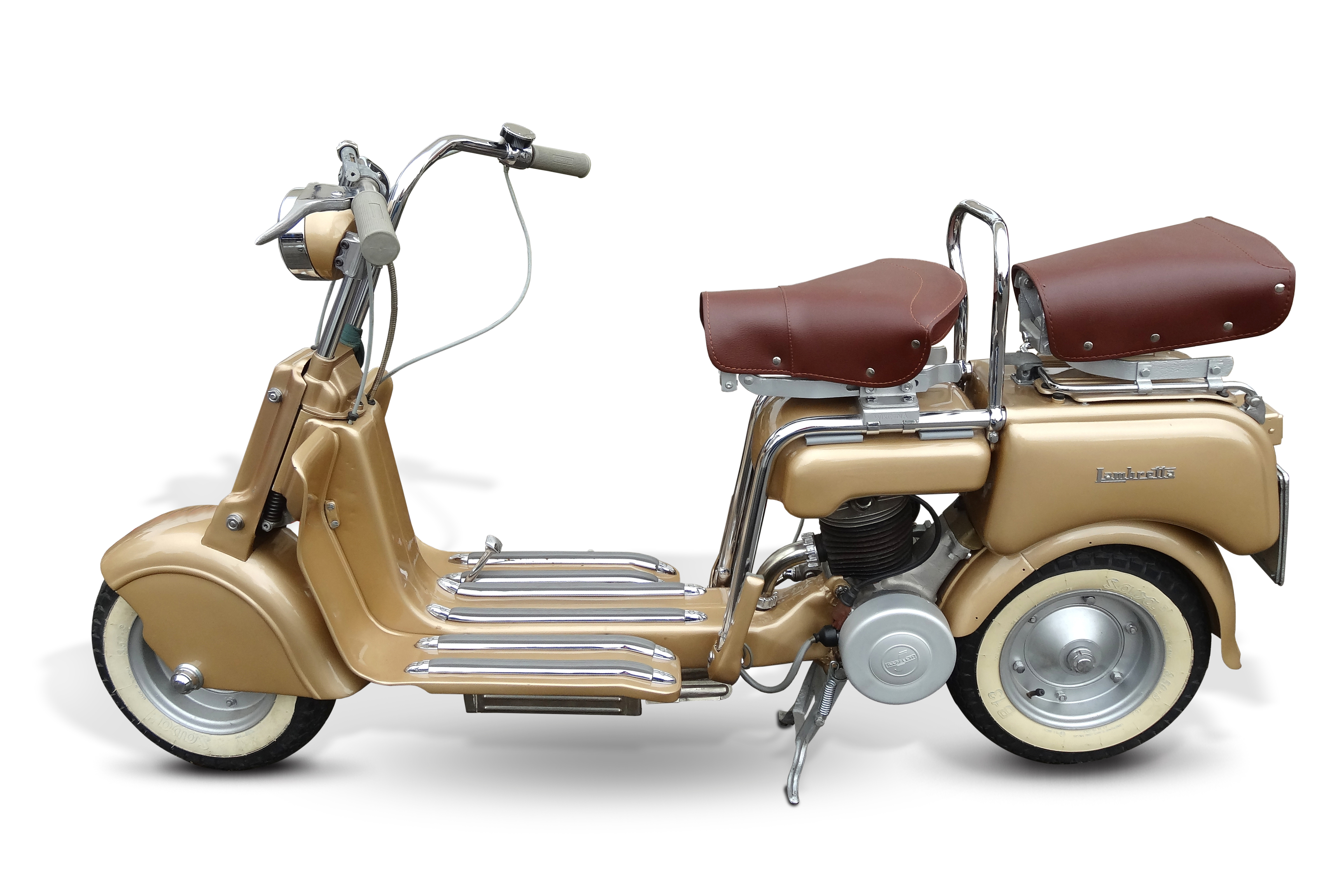
Lambretta Modell B 125 cm³ (1949)
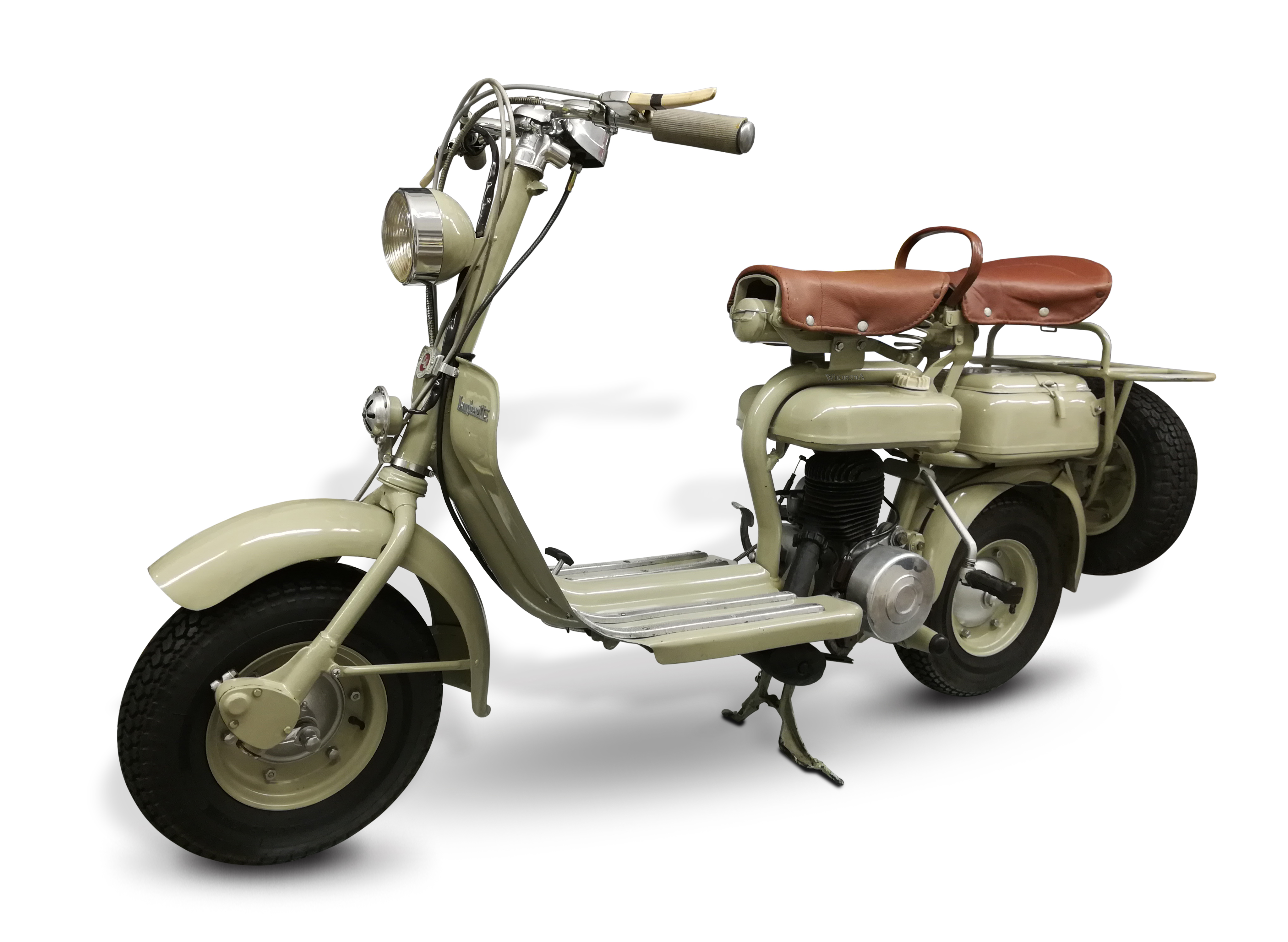
Lambretta Modell B 125 cm³ (1955)
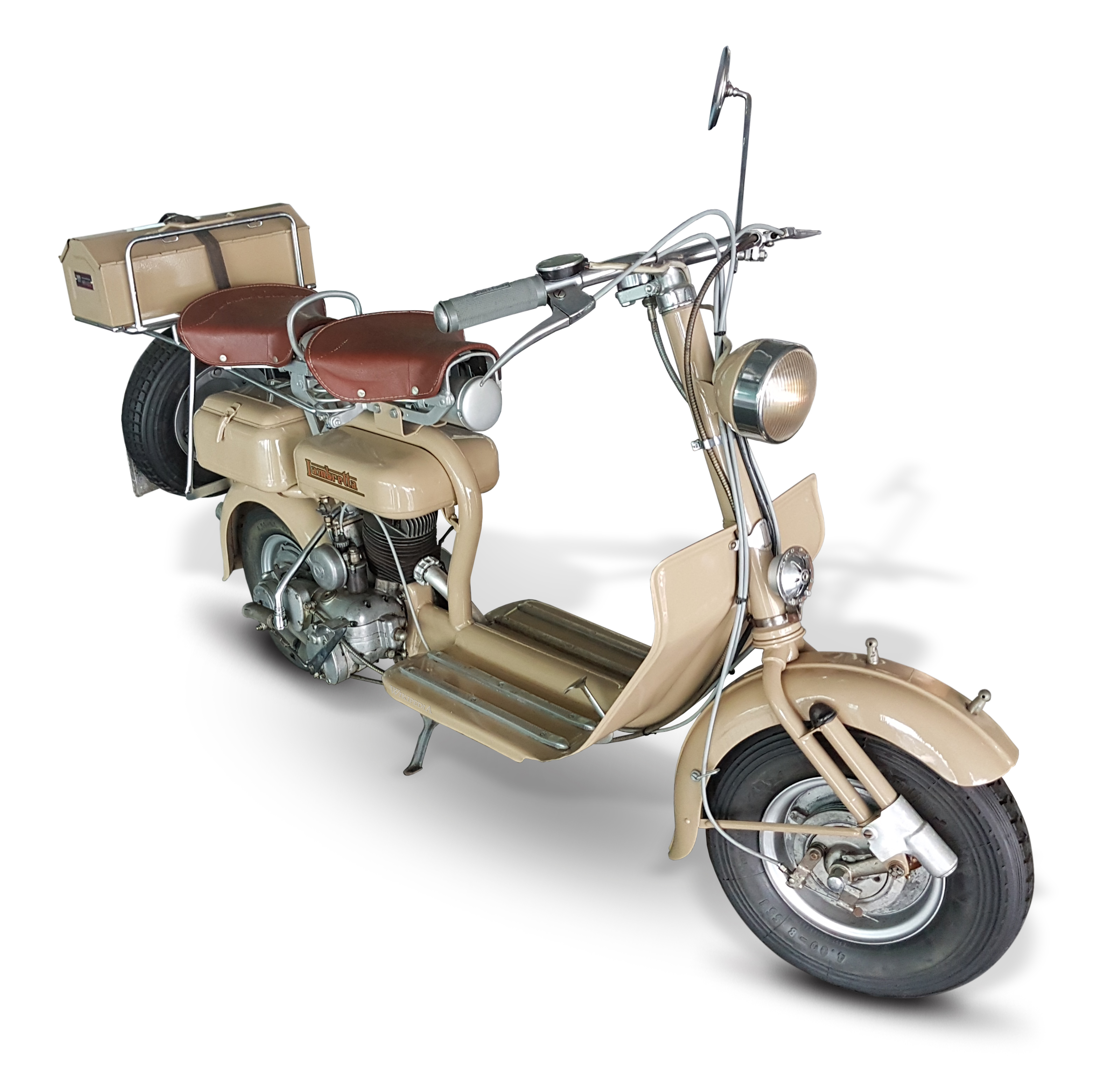
Lambretta Modell C 125 cm³ (1951)
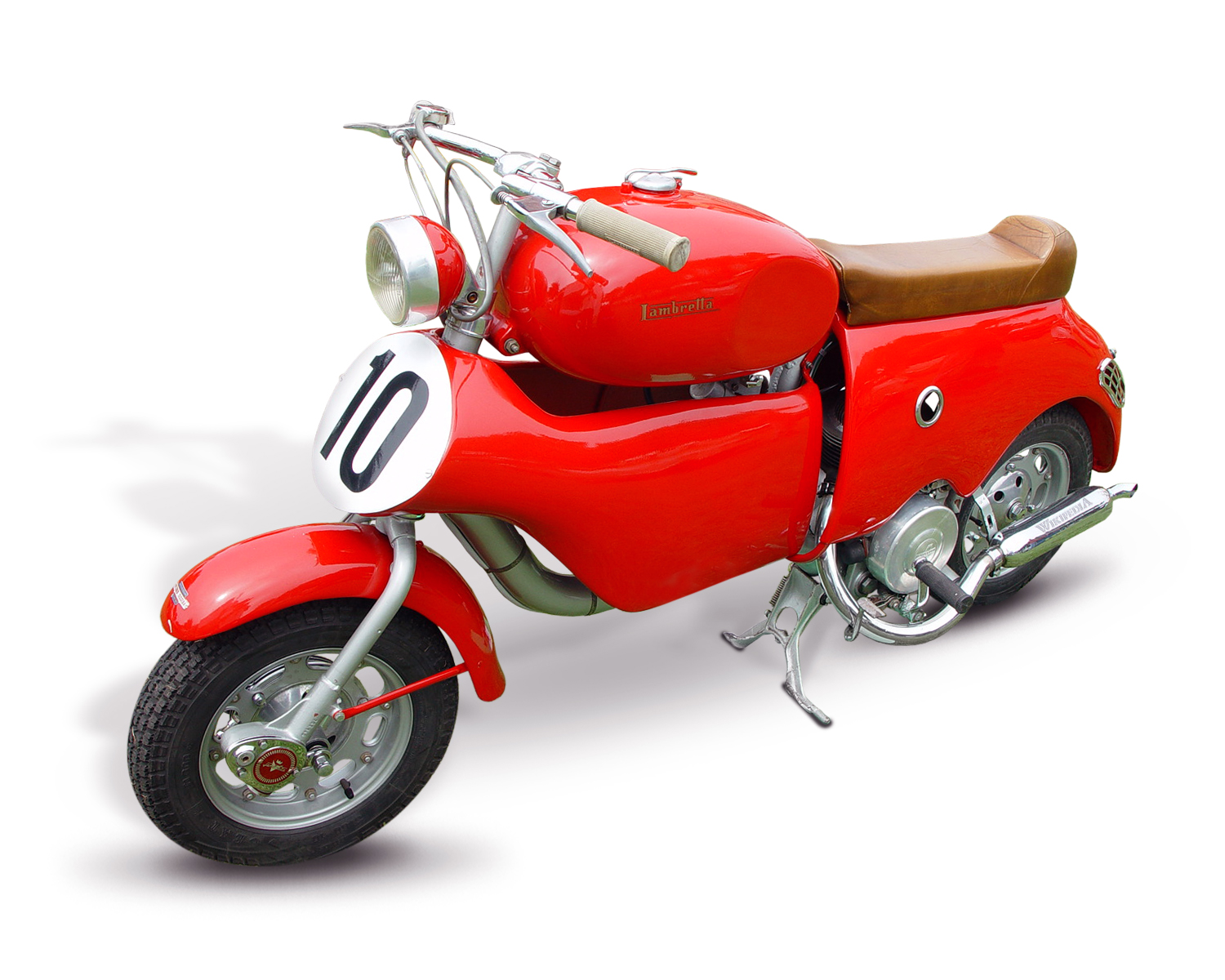
Lambretta „Competizione“ 125 cm³ (1950er Jahre)
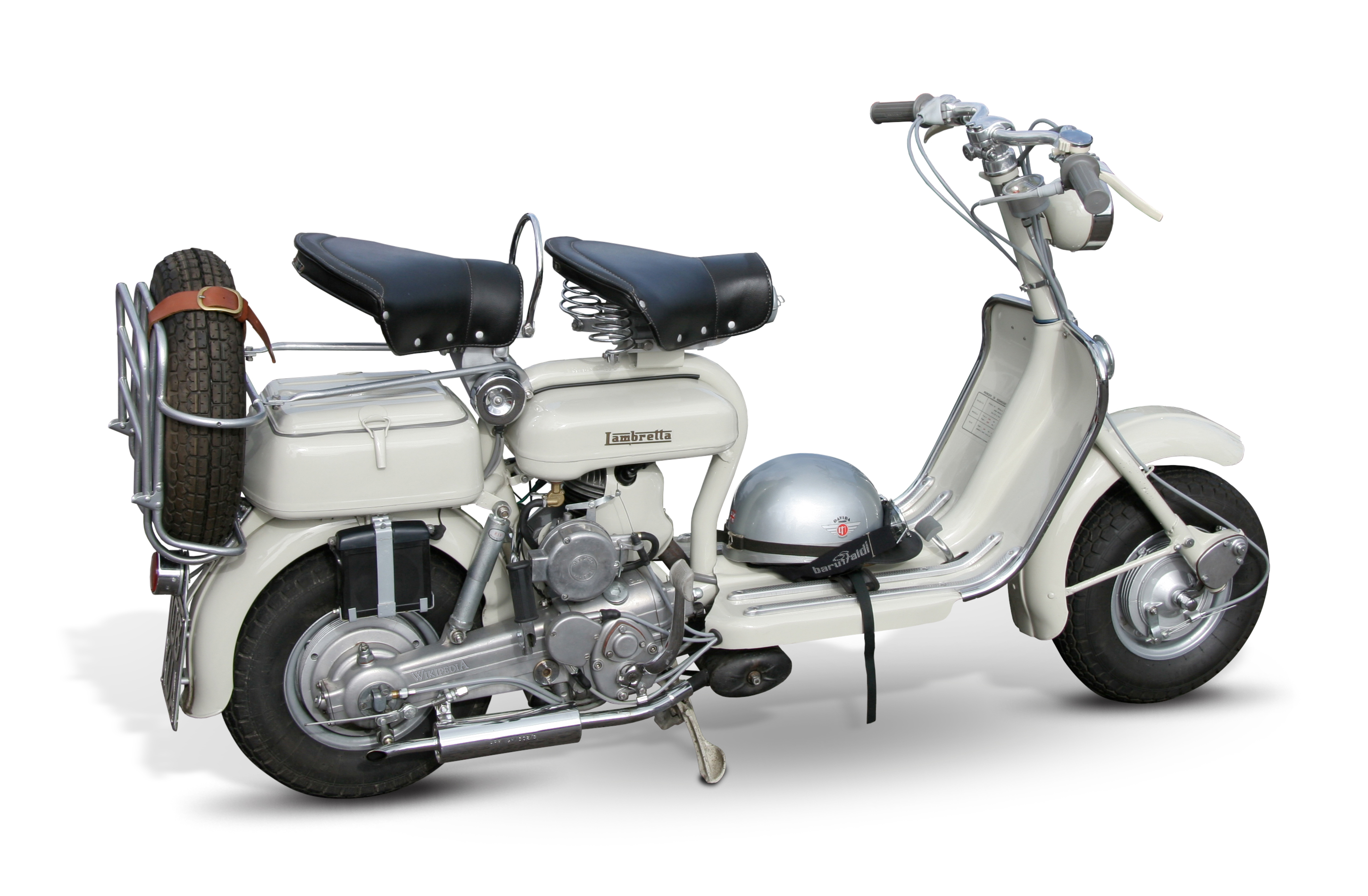
Lambretta Modell D 123 cm³ (1951–1956)
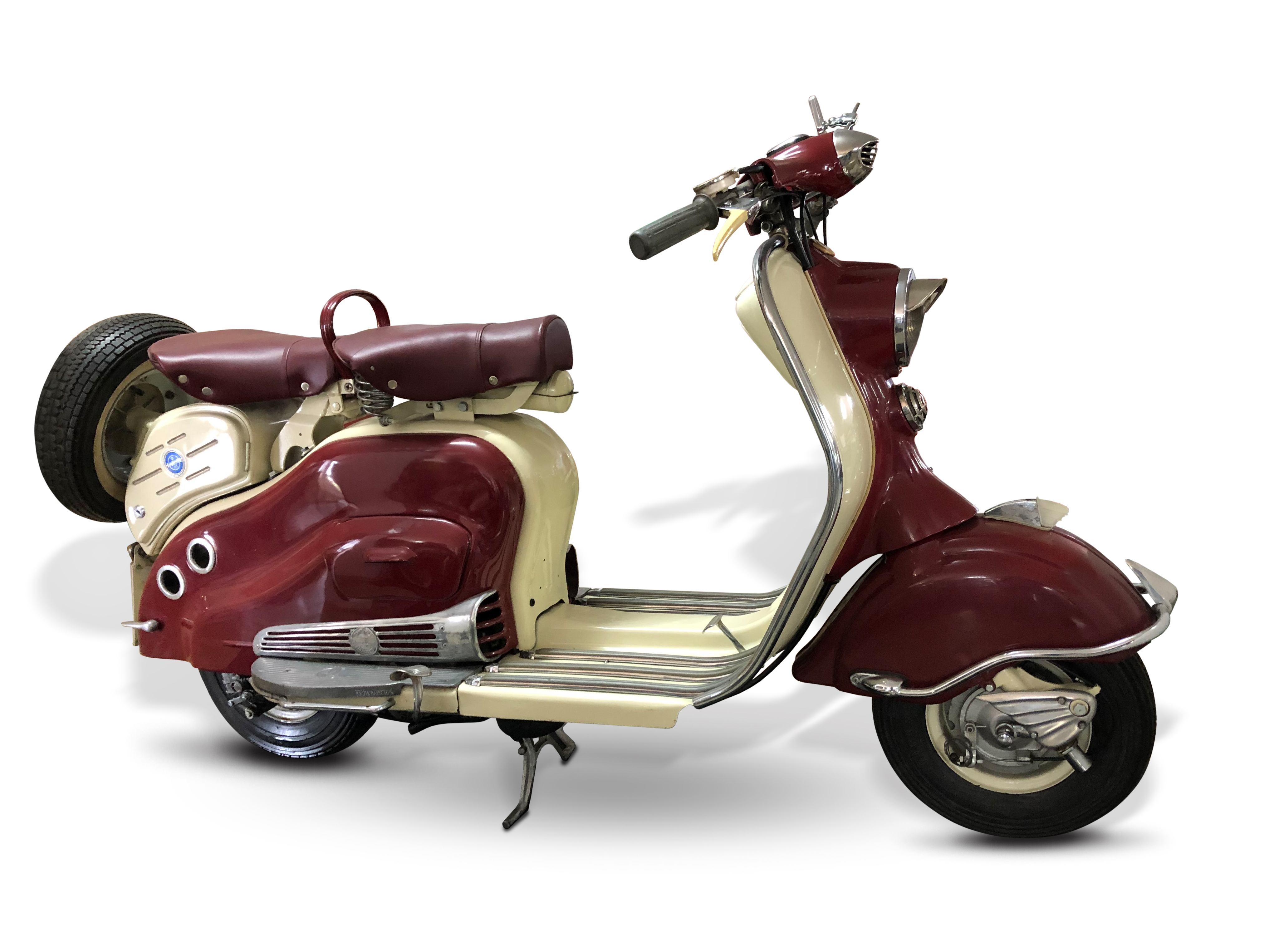
Lambretta LD 125 125 cm³ (1957)
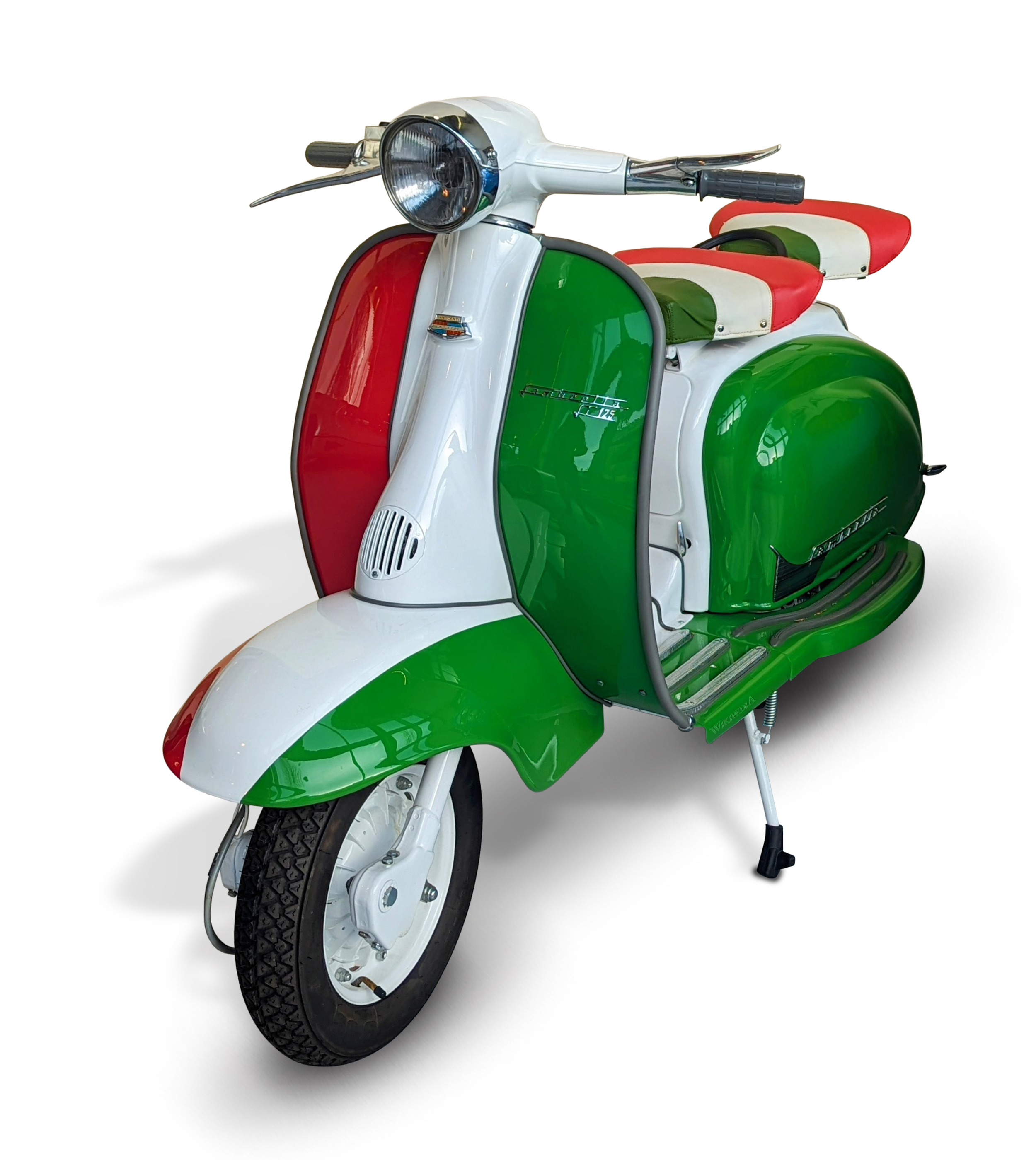
Lambretta LI S.2 125 cm³ (1961)
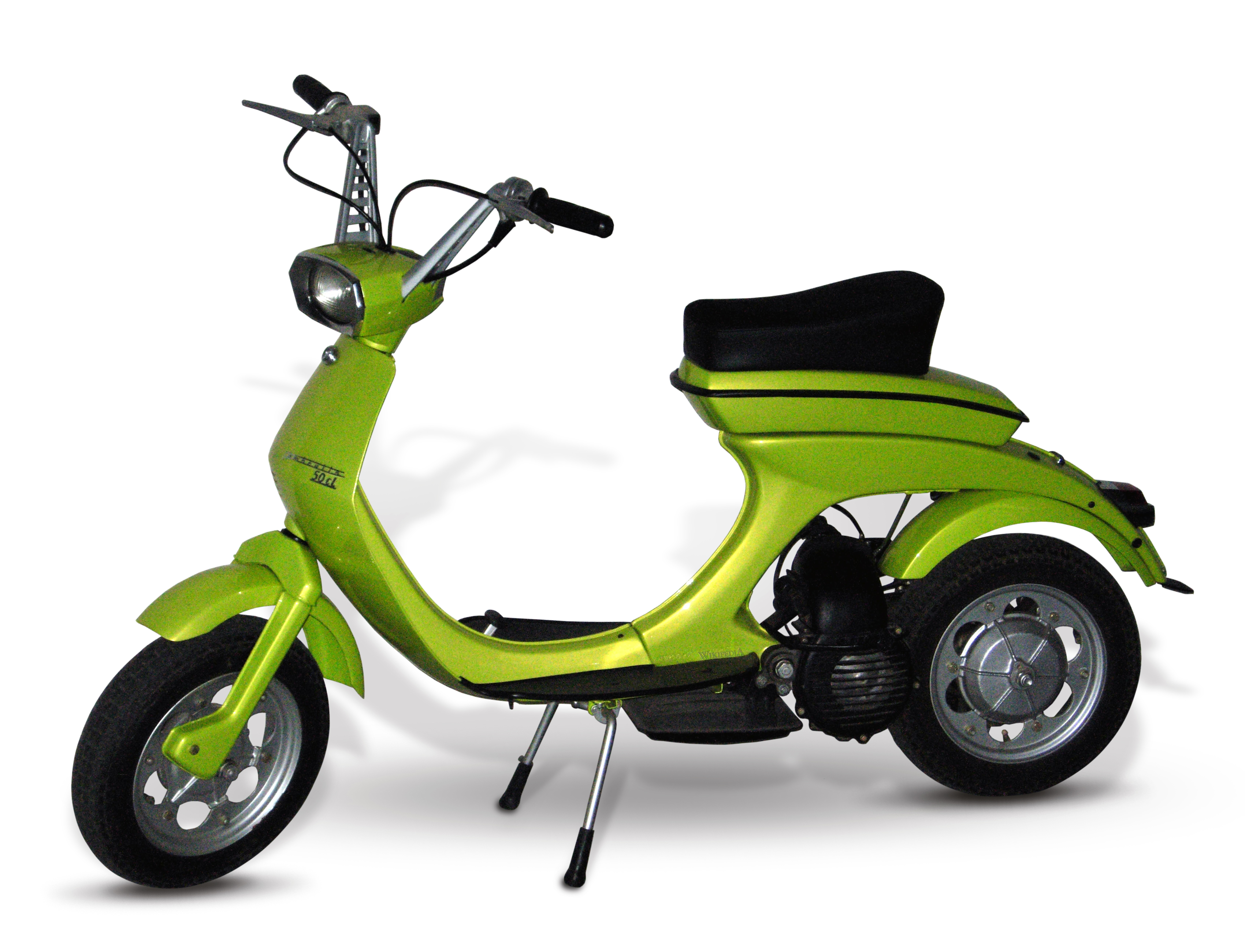
Lambretta „Luna-Serie“ Prototyp von Bertone (1967)
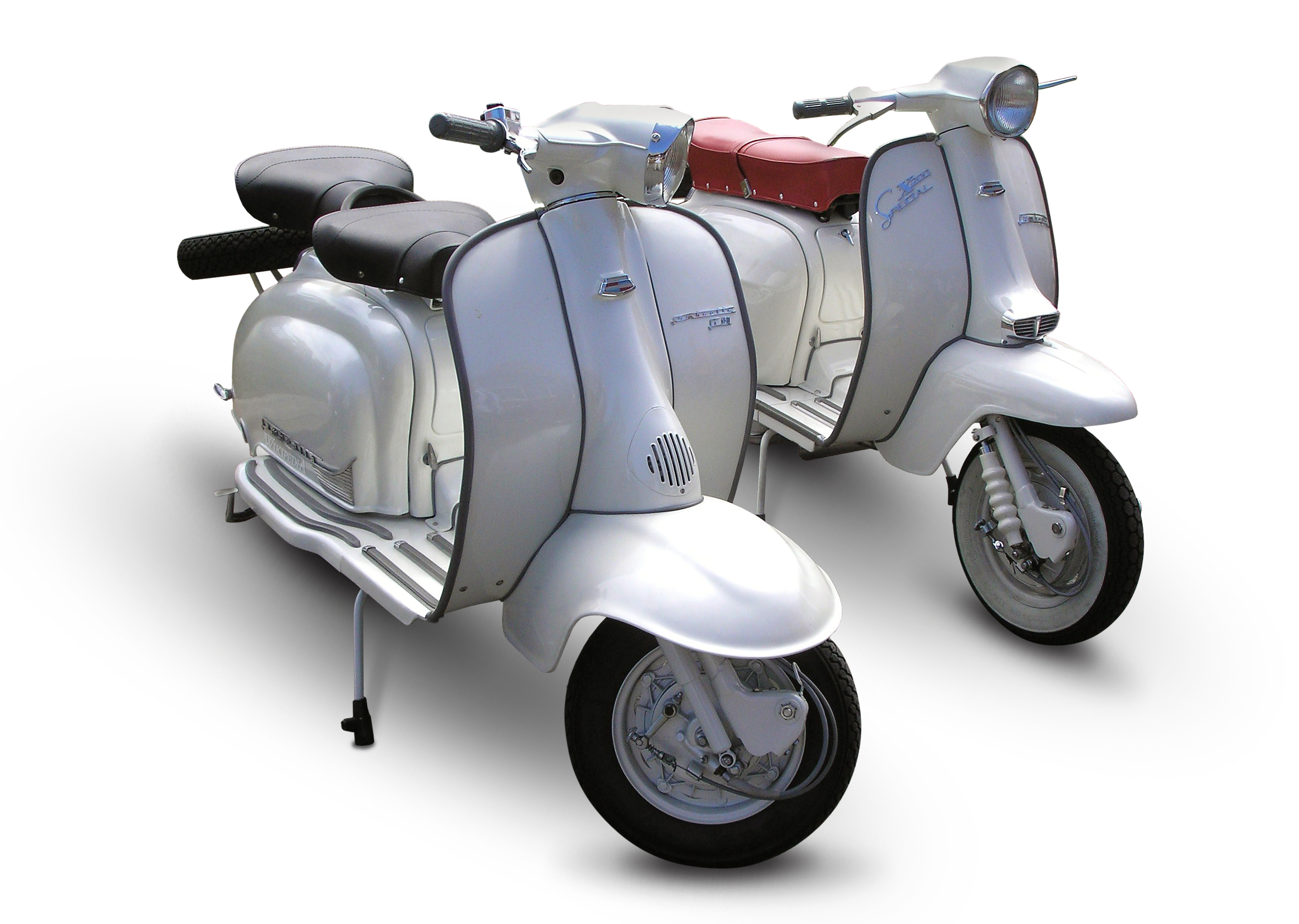
Lambretta GP / DL 150 (1971) Lambretta SX 200 (1969)

## Modell-Entwicklung
Wie die Modelle von Vespa verfügte auch die Lambretta über einen Zweitaktmotor mit Öl-Benzin-Gemisch, 3 oder 4 Gängen und einem Hubraum von 39 bis 198 cm³.
Im Gegensatz zur Vespa mit einteiligem Rahmen hatte die Lambretta eine steifere Rohrstruktur, auf der die Karosserie montiert wurde. Die ersten produzierten Modelle hatten eine „offene Karosserie“, wodurch sie sich stark von der vollständig verkleideten Vespa unterschieden, was in der Folgezeit zum typischen Erkennungszeichen der Mailänder Roller wurde. Allerdings wurden später auch die Nachfolgemodelle, genauer ab dem C-Modell von 1950, in einer verkleideten Version angeboten. Gerade dieses C-Modell, das von Piaggio wegen seiner konzeptionellen Ähnlichkeit mit der Vespa kritisiert wurde, war so erfolgreich, dass die Lambretta ab 1957, mit Ausnahme des LUI-Modells, immer mit einer „geschlossenen“ Karosserie und mit einem in die Karosserie integrierten vorderen Kotflügel produziert wurde (z. B. LI- SX- und TV-Serie).
Ende der 1950er Jahre wurde beschlossen (zusammen mit der Entscheidung für die ausschließlich „geschlossene“ Karosserie), die Lambretta in Bezug auf Mechanik und Karosserie nochmals zu überarbeiten. Die folgenden drei Versionen (LI-Serie bis LI III-Serie, „scooterlinea“) erhielten nur noch sehr wenige ästhetische Änderungen (Lambretta DL) und wurden bis 1972 produziert, dem Jahr, in dem die Firma und Produktionsmaschinen an die indische Regierung verkauft wurden.
Von den Modellen der 1960er-Jahre sind die Modelle TV (Turismo Veloce) und SX (Special X) aufgrund der hohen Motorleistung und der ansprechenden Optik die erfolgreichsten. Das TV-Modell war der erste Roller der Welt mit einer vorderen Scheibenbremse.

## Modell-Übersicht

### Zweiräder (1947 bis 1972)
| Modell                     | Hubraum                 | Bauzeit                                                          | Stückzahl                                             | Kurz-Fakten |
| -------------------------- | ----------------------- | ---------------------------------------------------------------- | ----------------------------------------------------- | --- |
| M (A) 125                  | 125 cm³                 | Okt. 1947 – Okt. 1949                                            | 9.669                                                 | Das Modell M, auch als Modell A bezeichnet, war die erste Lambretta, die im Innocenti-Werk vom Band lief |
| B 125                      | 125 cm³                 | Nov. 1948 – Jan. 1950                                            | 35.014                                                | Modell B ist ein Nachfolger von Modell M (A). Die wichtigste Änderung war, dass das Getriebe bei dieser Version handgeschaltet wurde, ein Merkmal, das bei allen weiteren jemals produzierten Modellen erhalten blieb |
| C 125                      | 125 cm³                 | Feb 1950 – Nov. 1951                                             | 87.500                                                | Ab diesem Modell besteht die Basis der Lambretta-Rahmen aus Rohren |
| LC 125                     | 125 cm³                 | Apr. 1950 – Nov. 1951                                            | 42.500                                                | Dies war die erste Lambretta mit vollwertigen Beinschildern und Seitenverkleidungen. Bei dieser und der LD stand das L aufgrund der erwähnten Verkleidungsarbeiten für Luxus. |
| MK D                       | 125 cm³ 148 cm³         | Dec 1951 – Nov. 1958 Okt. 1954 – Dez. 1956                       | 135.482 54.593                                        | Dies war das erste Modell, das außerhalb Italiens hergestellt wurde, da Innocenti Lizenzen für die Produktion in die ganze Welt verkaufte. |
| MK LD                      | 125 cm³ 148 cm³         | Jun. 1951 – Nov. 1956 Nov. 1954 – Jan. 1957                      | 131.665 (6V) – 8.694 (12V) 110.186 (6V) – 2.020 (12V) | Ebenfalls mit Lizenzvergabe |
| E 125                      | 125 cm³                 | Apr. 1953 – Feb 1954                                             | 42.352                                                | Dieses Modell war mit einem handbetriebenen Seilzugstarter ausgestattet. Heute ist dieses Modell sehr selten, da der Seilzugstarter Probleme verursachte. Die meisten Modelle wurden später auf Kickstarter umgestellt. |
| F 125                      | 125 cm³                 | Mär. 1954 – Apr. 1955                                            | 32.701                                                | Dieses Modell ähnelt stark dem E-Modell, allerdings wurde der Seilzugstarter durch einen Kickstarter ersetzt. |
| 48 MOPED                   | 47,75 cm³               | ??? 1955 – Dez. 1957 Jan. 1959 – Mar 1961                        | 34.909 24.640                                         | Version I bis Mitte 1965 Ständer aus geschmiedetem Metallrohr (ab Februar 1956 aus Pressstahl), seitliche Schwungradabdeckung mit Chromeinsatz und „Lambretta“-Schriftzug. Version II bis Oktober 1958 Ständer aus Pressstahl, Motorausrückzapfen und Deckel für Werkzeugkasten aus Kunststoff, Hinterradnabe ohne Kettenspanner,                                                                                              |
| Serie 1                    | 123 cm³ 148 cm³ 170 cm³ | Apr. 1958 – Okt. 1959                                            | 44.747 110.944 18.858                                 | Die Serie 1 war die erste mit Kettenantrieb. Alle nachfolgenden Lambretta-Modelle übernahmen dieses Prinzip. Diese Modelle hatten außerdem erstmals Lenker oder Steuersätze aus Aluminiumguss anstelle der Lenker im „Motorrad“-Stil der Vorgängermodelle. |
| Serie 2                    | 123 cm³ 148 cm³ 175 cm³ | Okt. 1959 – Nov. 1961                                            | 111.087 206.020 34.928                                | Die Serie 2 war weitgehend identisch mit der Serie 1, außer dass sich der Scheinwerfer jetzt in einem größeren Gehäuse befand. Anders als bei der Serie 1 dreht sich der Scheinwerfer auch beim Lenken. |
| Serie 3 (LI)               | 123 cm³ 148 cm³         | Dec 1961 – Nov. 1967 Jan. 1962 – Mai 1967                        | 146.000 143.091                                       | Die Serie 3 und alle nachfolgenden Modelle erhielten den Spitznamen „Slim Style“. Dies liegt daran, dass die Lambretta im Vergleich zur Serie 1 und 3 schlanker und schnittiger geworden ist. Der Slim Style gilt für alle Modelle, LI, TV, SX, GP. |
| Serie 3 (TV)               | 175 cm³ 198 cm³         | Mär. 1962 – Okt. 1965 Apr. 1963 – Okt. 1965                      | 37.749 4.982                                          | Die TV-Serie 3 war sowohl in der 175 cm³m- als auch in der 200 cm³m-Version mit einer vorderen Scheibenbremse ausgestattet |
| J 50 J 50 DL J 50 S        | 49,8 cm³                | Okt. 1964 – Aug. 1966 Jan. 1968 – Okt. 1970 Apr. 1970 – Mai 1971 | 31.02 28.852 13.599                                   | Die J-Reihe war das Kleinste der Lambretta-Modelle und wurde in erster Linie für Damen entwickelt, da sie leicht war und kleinere Spannhebel verwendete. Der einteilige Monocoque-Rahmen wich vom traditionelleren Rohrrahmen ab. |
| J-Reihe                    | 98 cm³ 122 cm³          | Mär. 1964 – Nov. 1965 – keine Daten –                            | 17.642 16.052                                         | Im Laufe der Produktion gab es keine nennenswerten Änderungen, außer der Einführung eines rechteckigen anstelle eines runden Lenkradschlosses ab Dezember 1964. |
| LI SPECIAL                 | 125 cm³ 150 cm³         | Okt. 1965 – Jan. 1969 Sep. 1963 – Okt. 1966                      | 29.842 68.829                                         | Die LI Special erhielt das Aussehen der TV-Modellfamilie, behielt aber die 125er- und 150er-Motorgrößen der LI, allerdings mit mehr Leistung. Die 125 Special wird manchmal auch als SX 125 bezeichnet. Technisch gesehen ist sie keine SX125, da die Rahmennummern immer 125LI lauten und es kein X-Emblem auf dem Roller gibt, aber da sie parallel zu den 150er- und 200er-SX-Modellen lief, nennen sie manche Leute SX125. |
| SX                         | 148 cm³ 198 cm³         | Okt. 1966 – Jan. 1968 Okt. 1966 – Jan. 1969                      | 31.238 20.783                                         | Das Special X-Projekt wurde von Innocenti ins Leben gerufen, um ein Modell mit hochwertigerer Optik und „Liebe zum Detail“ anzubieten. |
| LAMBRETTINO (Moped)        | 39,00 cm³ 48,46 cm³     | Nov. 1966 – Dez. 1967 Okt. 1967 – Nov. 1968                      | 15.677 8.922                                          | |
| C(L) S(L) LUI „Luna-Serie“ | 49,8 cm³ 74,4 cm³       | Aug. 1968 – Dez. 1970 Mär. 1968 – Jun. 1969                      | 27.812 9.402                                          | Als das Rennen um die erste Mondlandung an Fahrt aufnahm, wurde Innocentis neues Modell, die Luna-Reihe (Luna bedeutet Mond), auf den Markt gebracht. Die Maschine sah für ihre Zeit sehr fortschrittlich und hochtechnologisch aus und kehrte zum offenen Rahmenstil der beliebten „D“-Typen zurück. |
| GRAND PRIX (DL)            | 123 cm³ 148 cm³ 198 cm³ | Jan. 1969 – Apr. 1971                                            | 15.300 20.048 9.350                                   | Innocenti beauftragte das Designhaus Bertone mit der kompletten Neugestaltung der GP-Reihe. Dieses Modell war nur in Großbritannien und einigen anderen Märkten als GP bekannt, auf allen anderen Märkten wurde es als DL bezeichnet. |

Quelle: Hersteller
| Lizenzen                                                | Lizenzen                                               | Lizenzen | Lizenzen |
| ------------------------------------------------------- | ------------------------------------------------------ | --- | --- |
| Deutschland                                             | Frankreich                                             | Spanien | Indien |
| - NSU Lambretta 125 - NSU Lambretta 150 - NSU Prima 150 | - Model D 125 - Model LD 125 - Model LD 150 Super Luxe | - Serveta D 125 - Serveta LD 125 - Li 2 125 - Li 3 125 - Series 80 125 - Lince 125 - Li 2 150 - Li 3 150 - Series 80 150 - Lince 150 - TV 2 175 - TV 3 175 - SX 200 - Jet 200 - PONY 200 - Series 80 200 - Lince 200 - AMIGA 200 | - API D 125 - API LD 125 - API Li 2 150 - API Lamby 150 - API Lamby Polo 150 - SIL GP 150 - API MAC S 175 - SIL GP 200 |

### Automobile
- Willam Lambretta (Großbritannien)

### Dreiräder
Auf der Basis der 125M-Serie produzierte Innocenti seit 1949 bis zur Einstellung der Produktion (Januar 1972) auch den dreirädrigen Roller Lambro als Lastendreirad, welcher der bis heute produzierten Ape von Piaggio nachempfunden war. In Indien wurde der Lambro von Scooter India Ltd. übernommen und darüber hinaus weitergebaut. Im Laufe der Jahre wurden verschiedene Varianten der Aufbauten, Kabine und Motorisierung entwickelt. Beim ersten Modell, mit der Ladefläche vor dem Fahrer, bildete ein kräftiges Zentralrohr den Rahmen, eine Trapezgabel führte das Hinterrad. Ab dem Modell FD war die Ladefläche hinter dem Fahrer, das Vorderrad wurde in einer gezogenen Kurzschwinge geführt, der Motor unter dem Sattel platziert. Die Kraftübertragung erfolgte über eine Kardanwelle an die Hinterachse mit Differential. 1955 wurde der Hubraum des Motors auf 150 cm³ angehoben. Der Lambro 175/200 war mit modifizierter geschobener Kurzschwinge am Vorderrad ausgerüstet und der erste Typ unter der offiziellen Verkaufsbezeichnung „Lambro“.
| Modell         | Baujahr   | Hubraum                   | Leistung             | Besonderheiten |
| -------------- | --------- | ------------------------- | -------------------- | --- |
| FB             | 1949–1950 | 123 cm³                   | 4,3 PS bei 4200/min  | 1,10 × 0,85 m Ladefläche, Leergewicht 140 kg, Nutzlast 200 kg, Wendekreis 3,5 m, Dreigang-Getriebe                                                                         |
| FC             | 1950–1952 | 123 cm³                   | 4,3 PS bei 4200/min  | mechanische Feststellbremse, hydraulische Fußbremse |
| FD             | 1952–1959 | 123 cm³ / 146 cm³ ab 1955 | 6,2 PS bei 5200/min  | Ladefläche hinten, gezogenen Kurzschwinge, Motor unter dem Sattel, Nutzlast 300 kg                                                                                         |
| FDC            | 1959–1963 | 146 cm³ / 175 cm³ ab 1960 | 7,7 PS bei 5200/min  | geschlossene Kabine, Kipper- oder Kastenaufbau mit Selbstmördertüren und Zweipersonensitzbank (Taxi), Rückwärtsgang, ab 1960 mit Blinkanlage, zulässige Gesamtmasse 800 kg |
| Lambro 175/200 | 1963–1965 | 175 cm³ / 198 cm³         |                      | geschobene Kurzschwinge, an der A-Säule angeschlagene Türen, Ladefläche 2,91 × 1,41 m, Nutzlast 500 kg                                                                     |
| Lambro 450/500 | 1965–1967 | 198 cm³                   | 9,2 PS bei 4800/min  | zwei Scheinwerfer, Innenbeleuchtung |
| Lambro 550N/A  | 1967–1969 | 198 cm³                   |                      | Motor außerhalb der Kabine unter der Ladefläche, zulässige Gesamtmasse 1005 kg                                                                                             |
| Lambro 550V    | 1969–1970 | 198 cm³                   |                      | mit Lenkrad, Schalthebel und fußbetätigte Allradbremse |
| Lambro 600M/V  | 1970–1972 | 198 cm³                   | 10,3 PS bei 5500/min | mit Lenkrad oder Lenkstange möglich, Nutzlast 600 kg |

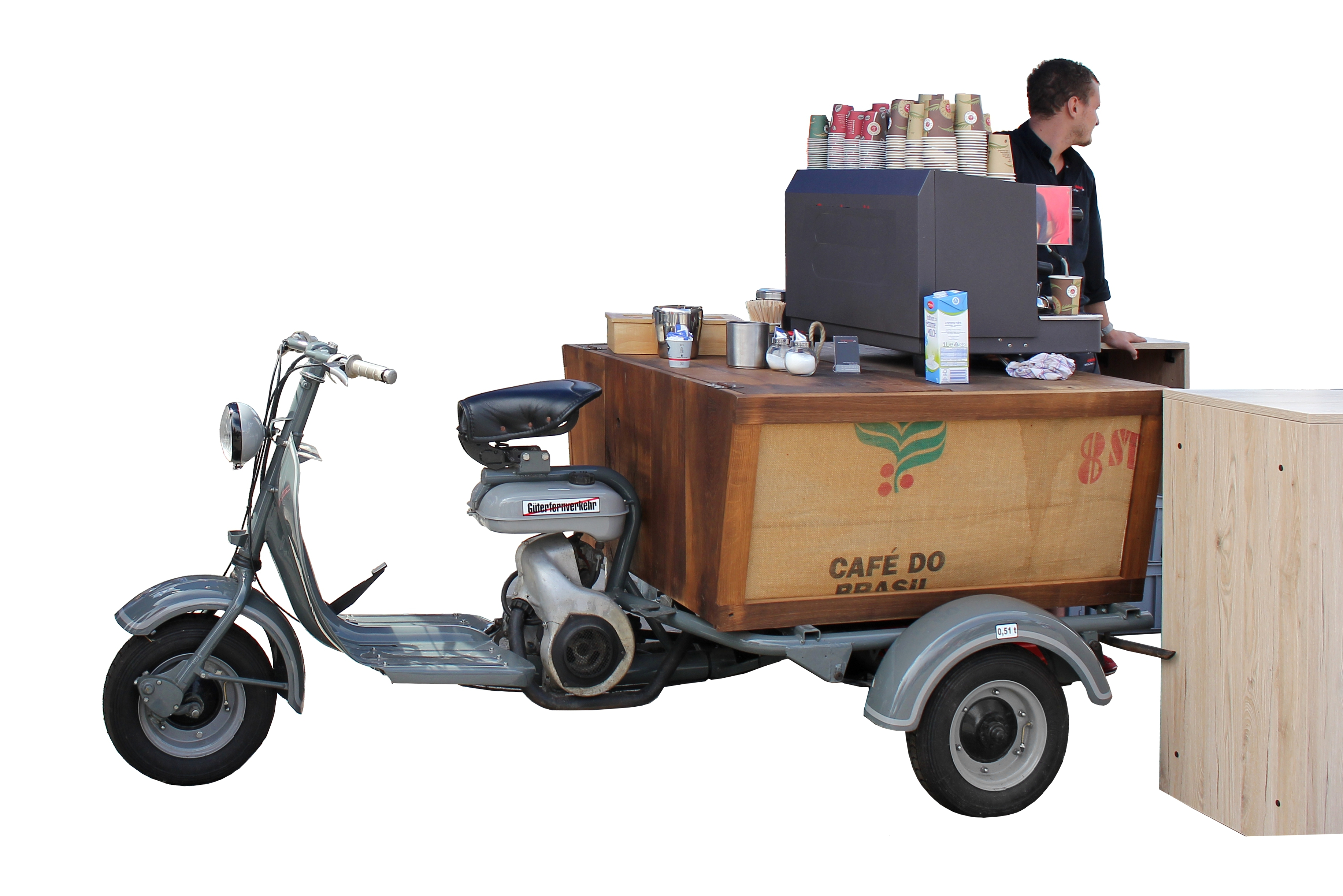
Lambretta FD
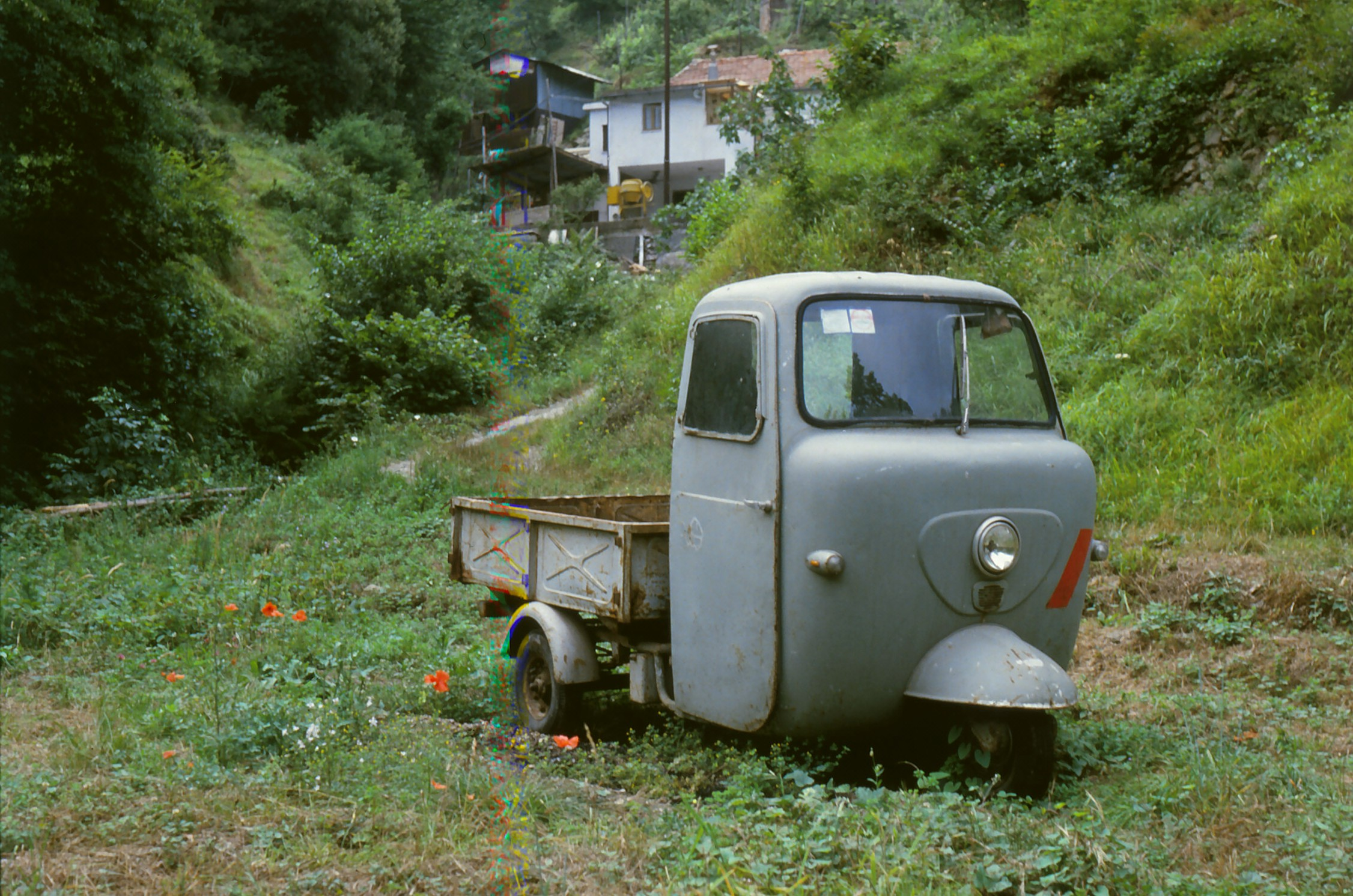
Lambretta FDC (Serie 2)
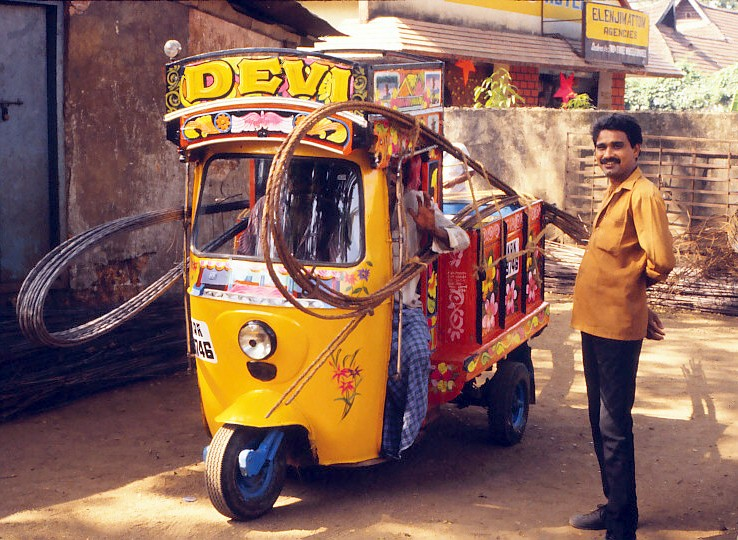
Lambro 175 (API)
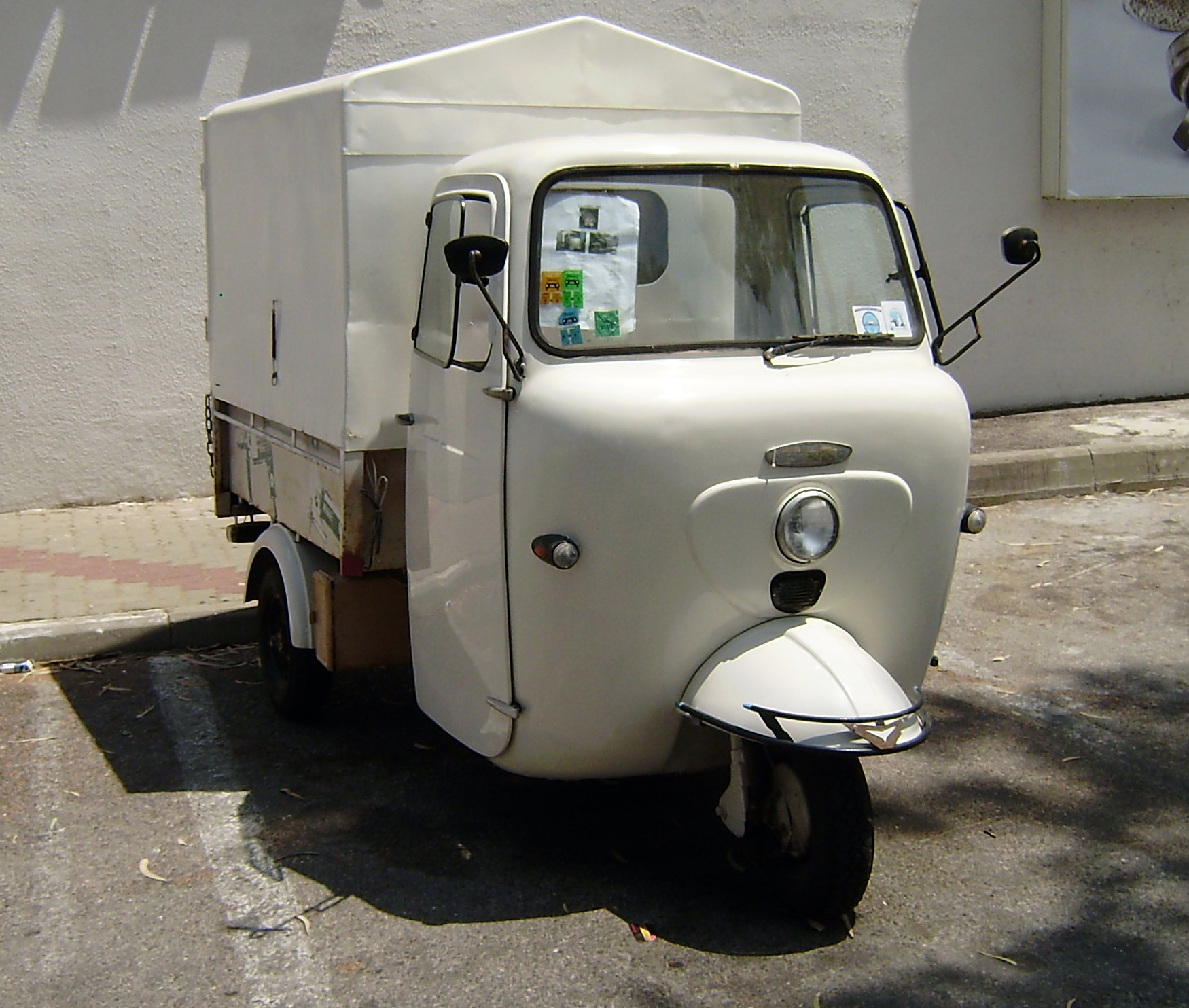
Lambro 200
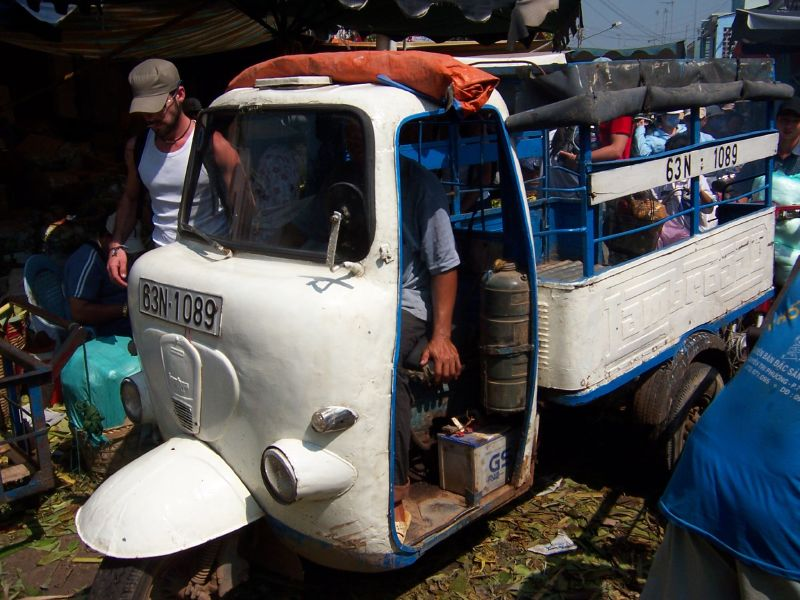
Lambro 450
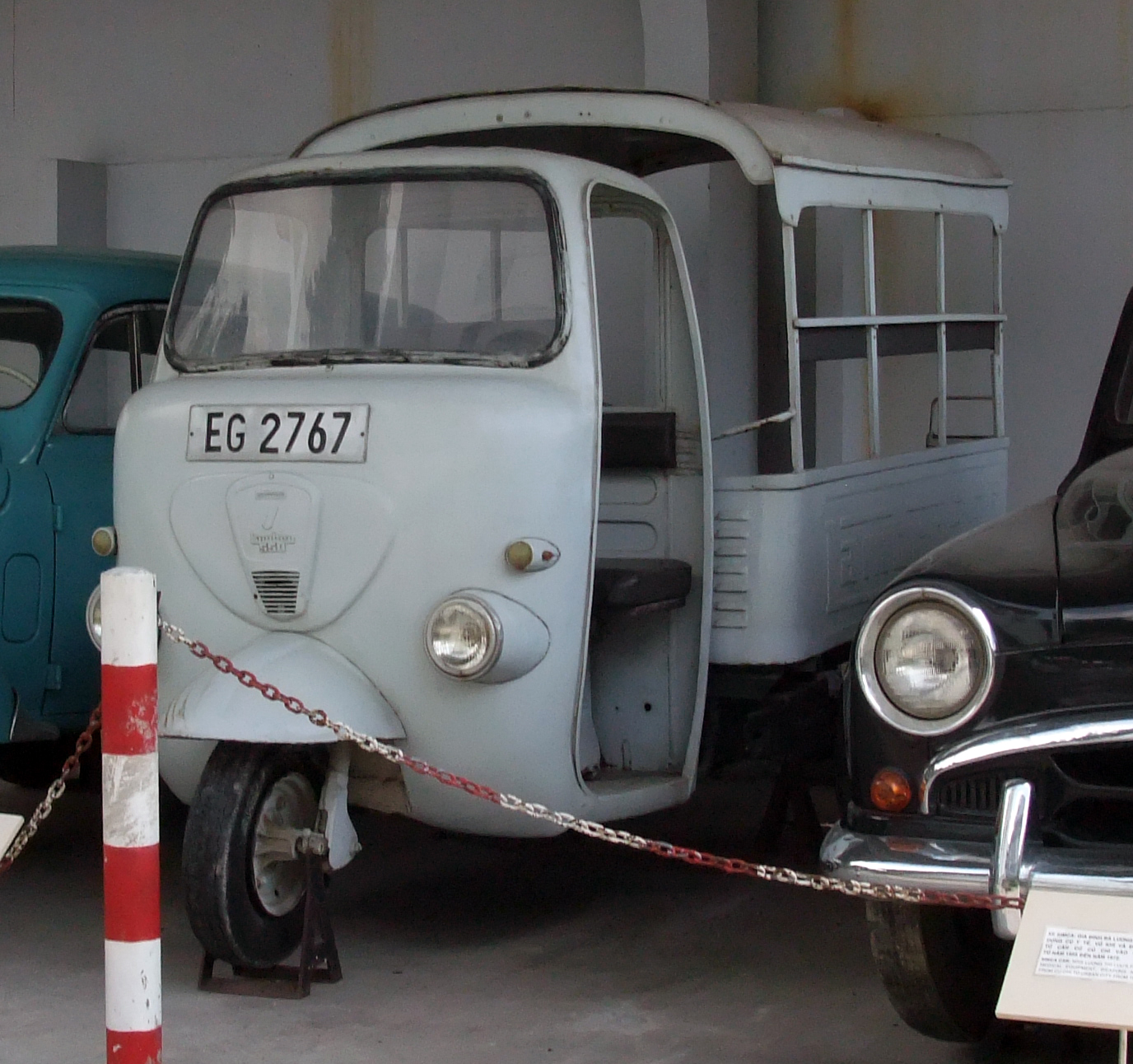
Lambro 550
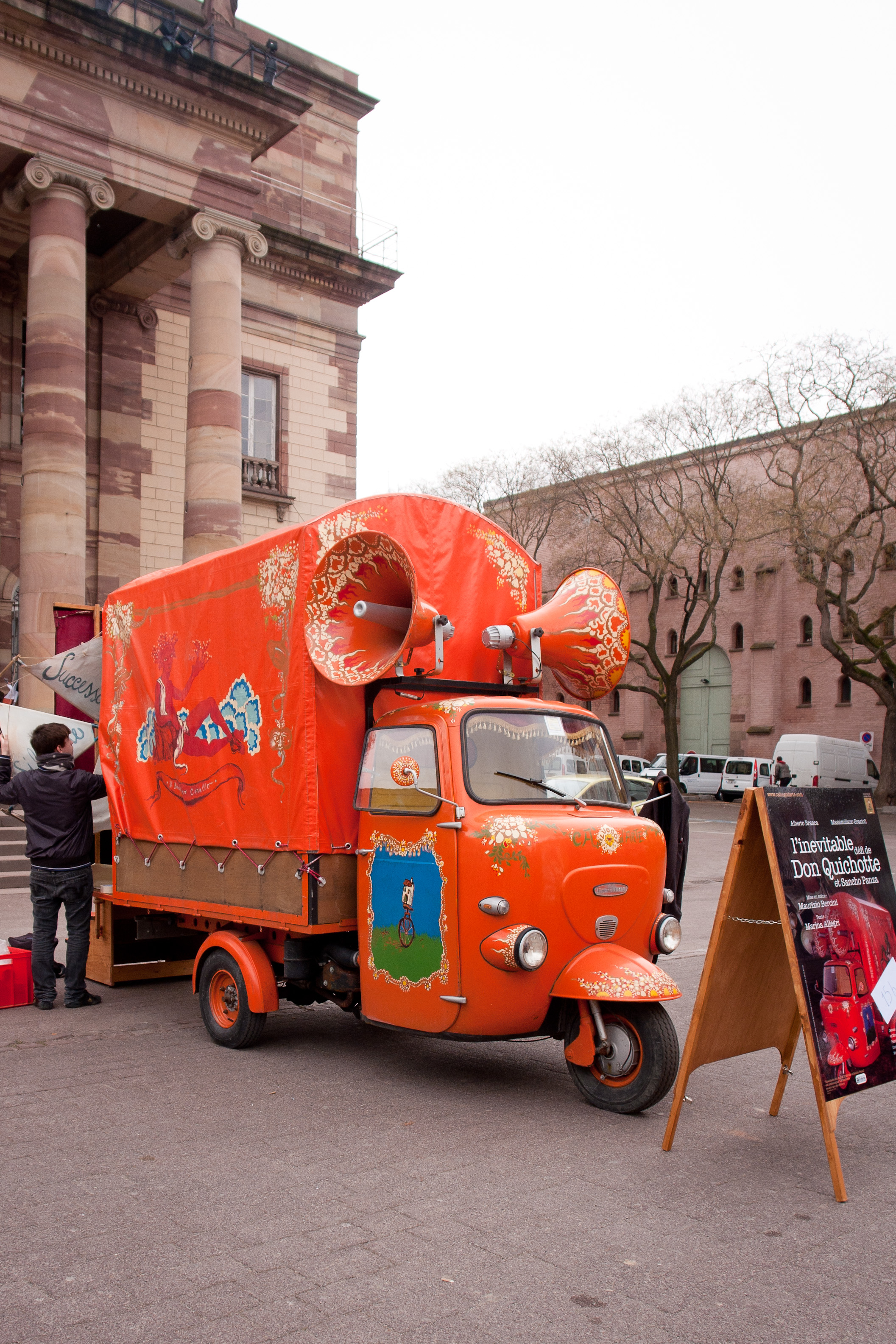
Lambro 550A

### Replikas
2011 präsentierte die italienische Motom Electronics Group eine neue Lambretta auf der italienischen Motorradmesse EICMA in Mailand. Die neue Lambretta kam 2012 mit luftgekühlten 125-cm³- und 150-cm³-Motoren auf den Markt, 2013 sollten 50-cm³-Versionen folgen.
2014 präsentierte der britische Hersteller Scomadi auf der Intermot 2014 einen Nachbau der Lambretta mit 50-cm³-, 125-cm³- und 200-cm³-Motoren, deren Anbauteile aus Kunststoff gefertigt wurden. Größere Motoren und hochwertigere Roller aus Metall sind bis auf Prototypen nicht gefertigt worden.